# Willi Krämer (Journalist)
Willi Krämer (* 2. Dezember 1926; † 15. Juli 2015) war ein deutscher Sportjournalist. Krämer war langjährig Sportchef des Zweiten Deutschen Fernsehens (ZDF).

## Leben
Krämer, früherer Deutscher Meister im 100-MeterRückenschwimmen, war von 1957 bis 1959 Reporter beim Bonner General-Anzeiger. Anschließend war er bis 1962 als Sportreferent im Bundespresseamt tätig. Zum 1. Juli 1962 wechselte er zum neugegründeten ZDF, wo er am 1. April 1964 die Leitung der Hauptabteilung Sport übernahm. Zusätzlich moderierte er zweimal vertretungsweise das aktuelle Sportstudio. Von 1973 bis 1981 war er Sportrechtebeauftragter des Mainzer Senders.
1981 schied Willi Krämer aus dem aktiven Dienst für das ZDF aus. Er lebte zuletzt im Seniorenzentrum Ursel-Distelhut-Haus in Mainz-Mombach und starb 2015 im Alter von 88 Jahren.